# ЄППО
єППО (англ. EPPO) — український мобільний додаток, призначений для посилення протиповітряної оборони (ППО) за допомогою спостережнь цивільних громадян.
Користувачі, бачачи або чуючи ворожу повітряну ціль, натискають на кнопку в додатку, передаючи інформацію до сил протиповітряної оборони.

## Історія
Додаток було створено 2022 року під час повномасштабного російського вторгнення в Україну. Його розробила одеська волонтерська конструкторська група «Технарі» за згодою командування Збройних сил України.
За словами одного засновників групи, Геннадія Сульдіна, ідея створення додатку з'явилась у березні 2022 на тлі обстрілів дозвуковими крилатими ракетами, як-от «Калібр», що їх важко виявити радарами, коли вони летять на низькій висоті.
Додаток випустили в жовтні 2022 початково для смартфонів на Android, він був доступний через Google Play. Його рекомендували до використання офіційні сторінки українських видів військ і командувань. 22 жовтня на півдні України з допомогою додатка збили першу російську ракету «Калібр».
Станом на листопад 2024 додаток налічував 200 тисяч активних користувачів і понад 600 тисяч завантажень. У листопаді 2024 заступниця міністра оборони з питань цифрового розвитку, цифрових трансформацій і цифровізації Катерина Черногоренко повідомила про те, що додаток «допомагає Україні закрити небо на 80%».

## Функціональність
Додаток дозволяє цивільним громадянам надавати інформацію про низьколетючі цілі до Сил оборони України, тим самим допомагаючи протиповітряній обороні. Реєстрація в застосунку відбувається через «Дію».
Для передачі інформації користувач відкриває додаток, обирає тип повітряної цілі та наводить телефон у її напрямку. Після цього через 2—7 секунд війська отримують інформацію про ціль. Система використовує штучний інтелект для розрахунку траєкторії цілі, а також може відфільтровувати хибні повідомлення.